# Macroplectra
Macroplectra är ett släkte av fjärilar. Macroplectra ingår i familjen snigelspinnare.

## Dottertaxa tillMacroplectra, i alfabetisk ordning[1]
- Macroplectra albescens
- Macroplectra bilineata
- Macroplectra ceylonica
- Macroplectra cinnamomea
- Macroplectra cosmiana
- Macroplectra flavata
- Macroplectra flavina
- Macroplectra fraterna
- Macroplectra fumipennis
- Macroplectra fuscifusa
- Macroplectra gigantea
- Macroplectra hamata
- Macroplectra hieraglyphica
- Macroplectra hyperdiffusa
- Macroplectra iracunda
- Macroplectra jacksoni
- Macroplectra meridionalis
- Macroplectra mesocyma
- Macroplectra minutissima
- Macroplectra nararia
- Macroplectra nefas
- Macroplectra obliquilinea
- Macroplectra parasina
- Macroplectra pulverulenta
- Macroplectra rosea
- Macroplectra rufopallens
- Macroplectra sericea
- Macroplectra signata
- Macroplectra suffusa
- Macroplectra tripunctata
- Macroplectra unicolor